# سفارة أذربيجان في السعودية
سفارة أذربيجان في السعودية هي أرفع تمثيل دبلوماسي لدولة أذربيجان لدى السعودية. تقع السفارة في وهي تهدف لتعزيز المصالح الأذربيجانية في السعودية.

## وصلات خارجية
- قائمة سفارات أذربيجان
- قائمة السفارات في السعودية